# Hiroshi Koizumi

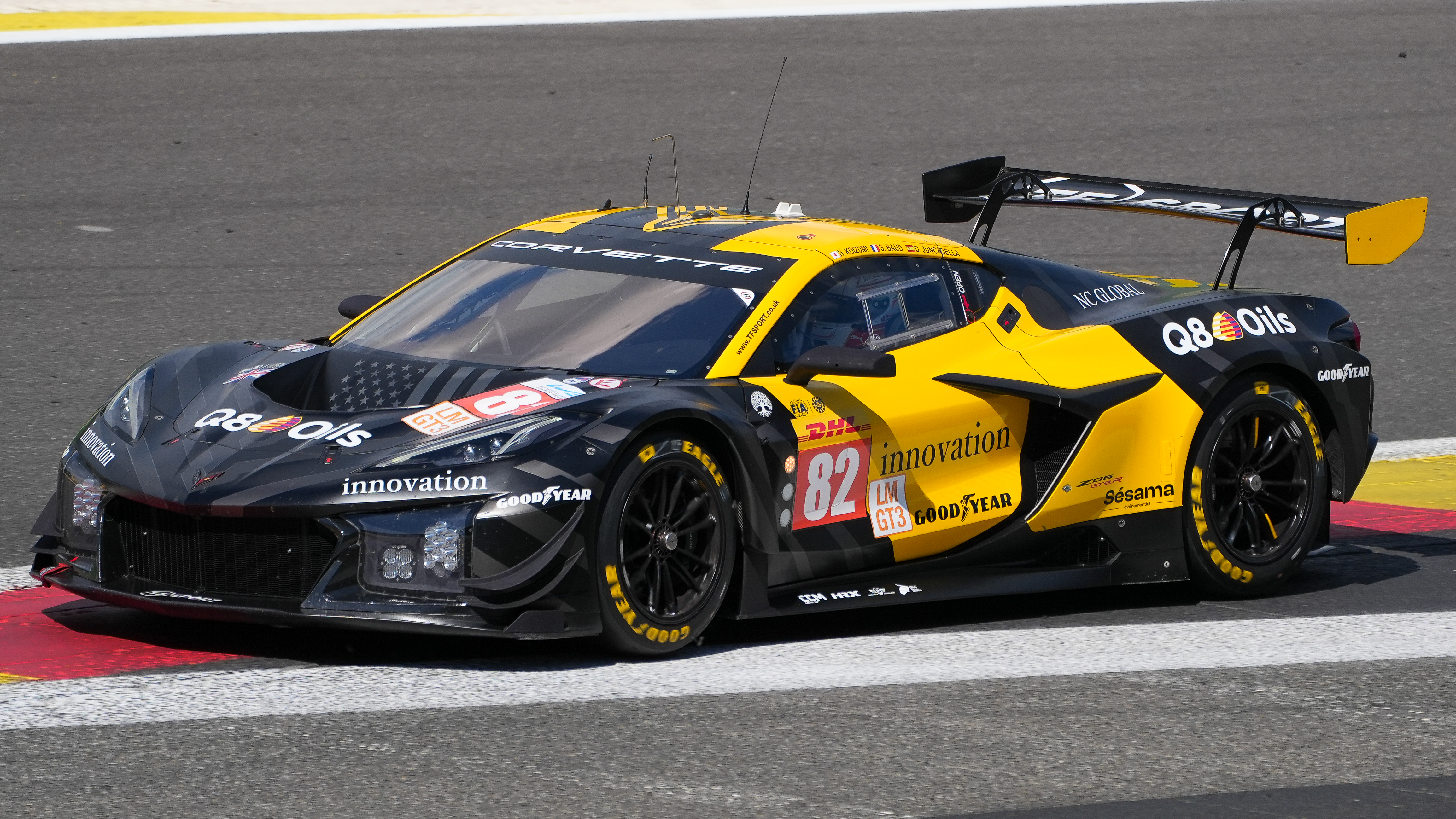
Der von Hiroshi Koizumi beim 6-Stunden-Rennen von Spa-Francorchamps 2024 gefahrene Chevrolet Corvette Z06 GT3.R

Hiroshi Koizumi (jap. 小泉 洋史, Koizumi Hiroshi; * 25. Mai 1969 in der Präfektur Kanagawa) ist ein japanischer Autorennfahrer.

## Karriere als Rennfahrer
Hiroshi Koizumi wurde vor allem durch seine Teilnahmen an der Super GT, der populären japanischen GT- und Tourenwagen-Meisterschaft, bekannt. Seinen ersten Renneinsatz hatte er beim 1000-km-Rennen von Suzuka 2005, wo er gemeinsam mit den Teamkollegen Yoshimi Ishibashi und Shinichi Yamaji einen Porsche 996 GT3-RS an die sechste Stelle der Gesamtwertung steuerte. Erstmals siegreich war er beim 3-Stunden-Rennen von Fuji 2013, wo das Trio James Winslow/Richard Bradley einen Morgan LMP2 fuhr. 
Neben seinen Engagements im GT-Sport war er auch in japanischen Formel-3-Rennserien erfolgreich. Nach einem dritten Endrang 2013 gewann er 2014 die nationale Klasse der japanischen Formel-3-Meisterschaft.
2024 betritt er die komplette Saison der FIA-Langstrecken-Weltmeisterschaft und gab sein Debüt beim 24-Stunden-Rennen von Le Mans.

## Statistik

### Le-Mans-Ergebnisse
| Jahr | Team     | Fahrzeug                     | Teamkollege       | Teamkollege    | Platzierung | Ausfallgrund |
| ---- | -------- | ---------------------------- | ----------------- | -------------- | ----------- | ------------ |
| 2024 | TF Sport | Chevrolet Corvette Z06 GT3.R | Daniel Juncadella | Sébastien Baud | Rang 38     |              |

### Einzelergebnisse in der FIA-Langstrecken-Weltmeisterschaft
| Saison | Team     | Rennwagen                    | 1   | 2   | 3   | 4   | 5   | 6   | 7   | 8   |
| ------ | -------- | ---------------------------- | --- | --- | --- | --- | --- | --- | --- | --- |
| 2013   | KCMG     | Morgan LMP2                  | SIL | SPA | LEM | SAO | AUS | FUJ | SHA | BAH |
| 2013   | KCMG     | Morgan LMP2                  |     |     | 9   |     |     |     |     |     |
| 2023   | AF Corse | Ferrari 488 GTE              | SEB | POR | SPA | LEM | MON | FUJ | BAH |     |
| 2023   | AF Corse | Ferrari 488 GTE              |     | 30  |     |     |     |     |     |     |
| 2024   | TF Sport | Chevrolet Corvette Z06 GT3.R | KAT | IMO | SPA | LEM | SAO | AUS | FUJ | BAH |
| 2024   | TF Sport | Chevrolet Corvette Z06 GT3.R | 25  | 25  | 27  | 38  | DNF | 23  | DNF | 17  |